# Johannes de Koo
Johannes (Jan) de Koo (Middelie, 13 september 1841 – Luik (België), 10 mei 1909) was een Nederlandse journalist.
Hij was een zoon van Abraham de Koo, N.H. predikant en Anna Maria Reberge. Hij trouwde op 15 februari 1879 met Cornelia Elisabeth Pel. Uit dit huwelijk werden twee zoons geboren. 

## Biografie

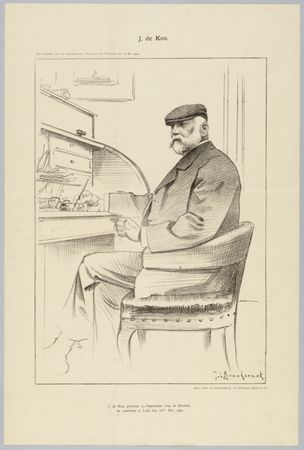
Portret van Jan de Koo door Johan Braakensiek

De Koo werd in 1865 predikant van de NH Kerk. In 1869 werd hij vanuit Ingen beroepen naar Drachten. In 1874 koos hij een andere werkkring en werd in Amsterdam redacteur-correspondent van Het Vaderland. Enkele maanden na de oprichting in 1877 van het weekblad De Amsterdammer door de letterkundigen Taco Hajo de Beer en Martinus G.L. van Loghem aanvaardde hij het hoofdredacteurschap van dit blad. Op zijn initiatief verscheen per 1 januari 1883 naast het weekblad ook het dagblad De Amsterdammer en wel tweemaal daags. Ook van dit blad was De Koo hoofdredacteur. Deze krant onderscheidde zich van andere Nederlandse dagbladen door haar directe stijl.
Hoewel zelf geen radicaal steunde jhr. Henry Tindal het dagblad De Amsterdammer financieel. Tindal verwierf de meerderheid van de aandelen van het dagblad en raakte, bij een poging om het blad over te doen aan de zogenaamde Kerdijk-factie van de liberalen, in conflict met De Koo. Deze nam - en met hem de hele redactie - per 1 oktober 1894 ontslag en stichtte een nieuwe krant, Het Dagblad. Het dagblad De Amsterdammer had toen al veel aan betekenis ingeboet, onder meer door de verschijning in 1893 van De Telegraaf. Per 1 november 1893 verscheen De Telegraaf met twee edities per dag en daarmee was het lot van De Amsterdammer bezegeld. Het werd in 1896 opgeheven. De Amsterdammer werd later De Groene Amsterdammer.
Het Dagblad heeft het maar van 2 oktober tot 31 december 1894 kunnen bolwerken. Vervolgens stichtte De Koo, samen met S.L. van Looy, een nieuw politiek weekblad, De Volksstem (Weekblad gewijd aan de belangen van staat en maatschappij), dat op 9 februari 1895 voor het eerst verscheen. Het heeft bestaan tot 30 januari 1897. Intussen bleef De Koo de hoofdredactie van het weekblad De Amsterdammer voeren tot 1907, toen zijn slechte gezondheid hem noopte zich terug te trekken.
Weinig bekend is dat De Koo de beeldhouwer Pier Pander, die hij als catechisant uit Drachten kende, steunde in zijn ontwikkeling. Zijn oudste zoon Nicolaas Petrus de Koo werd een bekend grafisch vormgever.